# Conselho Supremo de Antiguidades
O Conselho Supremo de Antiguidades é a divisão do Ministério da Cultura do Egito responsável pela conservação, proteção e regulamentação de todos os objetos antigos e das escavações arqueológicas realizadas no país. Fundado em 1959 como Departamento de Antiguidades, e renomeado como Organização Egípcia de Antiguidades, em 1971, o CSA adquiriu seu título atual em 1994 através de decreto presidencial.

## Responsabilidades
A entidade é responsável por definir os limites em tornos de sítios arqueológicos, e também é o único agente a quem é permitido restaurar ou preservar monumentos egípcios. Arqueólogos estrangeiros trabalhando no país precisam relatar todas suas descobertas ao Conselho antes de qualquer publicação, uma norma um tanto controversa e que causou a expulsão de diversos arqueólogos do Egito. O CSA também supervisiona a recuperação de objetos antigos que tenham sido roubados ou exportados ilegalmente do país, e entre 2002 e 2008 recuperou cerca de 3 000 artefatos. Atualmente está envolvido numa disputa com o Museu Egípcio de Berlim acerca do busto de Nefertiti, que a organização alega ter sido removida do Egito de maneira antiética. O Conselho já pediu, anteriormente, o retorno da Pedra de Rosetta, atualmente no Museu Britânico, e do Zodíaco de Dendara, no Louvre.

## Estrutura
O Conselho Supremo de Antiguidades é dirigido por um conselho administrativo, chefiado pelo Ministro da Cultura - atualmente Farouk Hosny - e um secretário-geral, atualmente o arqueólogo Zahi Hawass. Sua sede localiza-se no bairro de Zamalek, no Cairo.
Adicionalmente, o Conselho é responsável também pelo acervo do Museu Copta, também na cidade do Cairo, no bairro Copta.

## Secretários gerais do Conselho
- 1858-1880 : Auguste-Édouard Mariette, fundador;
- 1881-1886 : Gaston Maspero ;
- 1886-1892 : Eugène Grébault ;
- 1892-1897 : Jacques Jean Marie de Morgan ;
- 1899-1914 : Gaston Maspero ;
- 1914-1936 : Pierre Lacau ;
- 1936-1952 : Étienne Drioton ;
- 2002- 2011 : Zahi Hawass.
- 2011 - 2013: ?
- 2013-     : Ahmed Eissa